# Телур
Телур се нарича химичният елемент с атомен номер 52. Отбелязва се със символа Te. Причислява се към металоидите.

## Характеристики

### Физични свойства
Както другите елементи от шестнадесета група, и телурът има алотропни форми. Има т.т. 450 °C и т.к. 990 °C. Плътността му е ρ=6,24 g/mol. Получен от телуриста киселина (H2TeO3) с редуктор серен диоксид (SO2), телурът е аморфен кафяв прах, а кристализиран бавно от стопилка – сребристобяло вещество с метален блясък. Има метални отнасяния. Парите му са жълти, като в тях молекулата му е Te2.

## История
Телурът (на латински: tellus – „земя“) е открит през XVIII век в златна руда от мините в Златна, близко до днешния румънски град Алба Юлия. Познат е като „Faczebajer weißes blättriges Golderz“ (бяла листнозлатна руда от Фадзебая, немското име на Facebánya, познато днес като Fața Băii в окръг Алба)).
За първи път е получен от Мюлер фон Райхенщайн през 1782 г., но е изучен и описан от Мартин Клапрот през 1798 г.

## Производство
Среща се както в свободно, така и в свързано състояние. Съдържа се в тинята, но се добива главно от минерали – Ag2Te (хесит), AuTe2 (калаверит), PbTe (алтаит).

## Съединения
В кислород телурът гори със синьозелен пламък, при което се получава телуров диоксид:
{\displaystyle {\ce {Te + O2 -> TeO2}}}
Телуровият диоксид има амфотерен характер:
{\displaystyle {\ce {TeO2 + 2KOH -> K2TeO3 + H2O}}}
{\displaystyle {\ce {TeO2 + 2H2SO4 -> TeSO4 + 2H2O + SO2 + O2}}}
При взаимодействие с водород се получава телуроводород, който подобно на сероводорода има миризма на развалени яйца и е силно отровен. Неговият воден разтвор е слаба киселина:
{\displaystyle {\ce {Te + H2 -> H2Te}}}
Телуровият диоксид взаимодейства с O2, при което се получава телуров триоксид. При нагряване той лесно се разпада:
{\displaystyle {\ce {2TeO2 + O2 -> 2TeO3 ->[{T}] 2TeO2 + O2}}}
На двата оксида съответстват телуристата и телуровата киселина, съответно солите, наричани телурити и телурати:
{\displaystyle {\ce {TeO2 + H2O -> H2TeO3}}}
{\displaystyle {\ce {TeO3 + H2O -> H2TeO4}}}
Освен тях е известна и шестосновната бяла кристална ортотелурова киселина (H6TeO6). Известни са и нейни соли като хексасребърен ортотелурат (Ag6TeO6) и динатриев хидрогенортотелурат (Na2H4TeO6).

## Биологични ефекти
При вътрешно поглъщане на телурови съединения те се редуцират до елементарен телур, който изгражда някои от сложните органични вещества на кожата, затова хора, погълнали телур, започват да миришат на чесън.